# Georg von Transehe

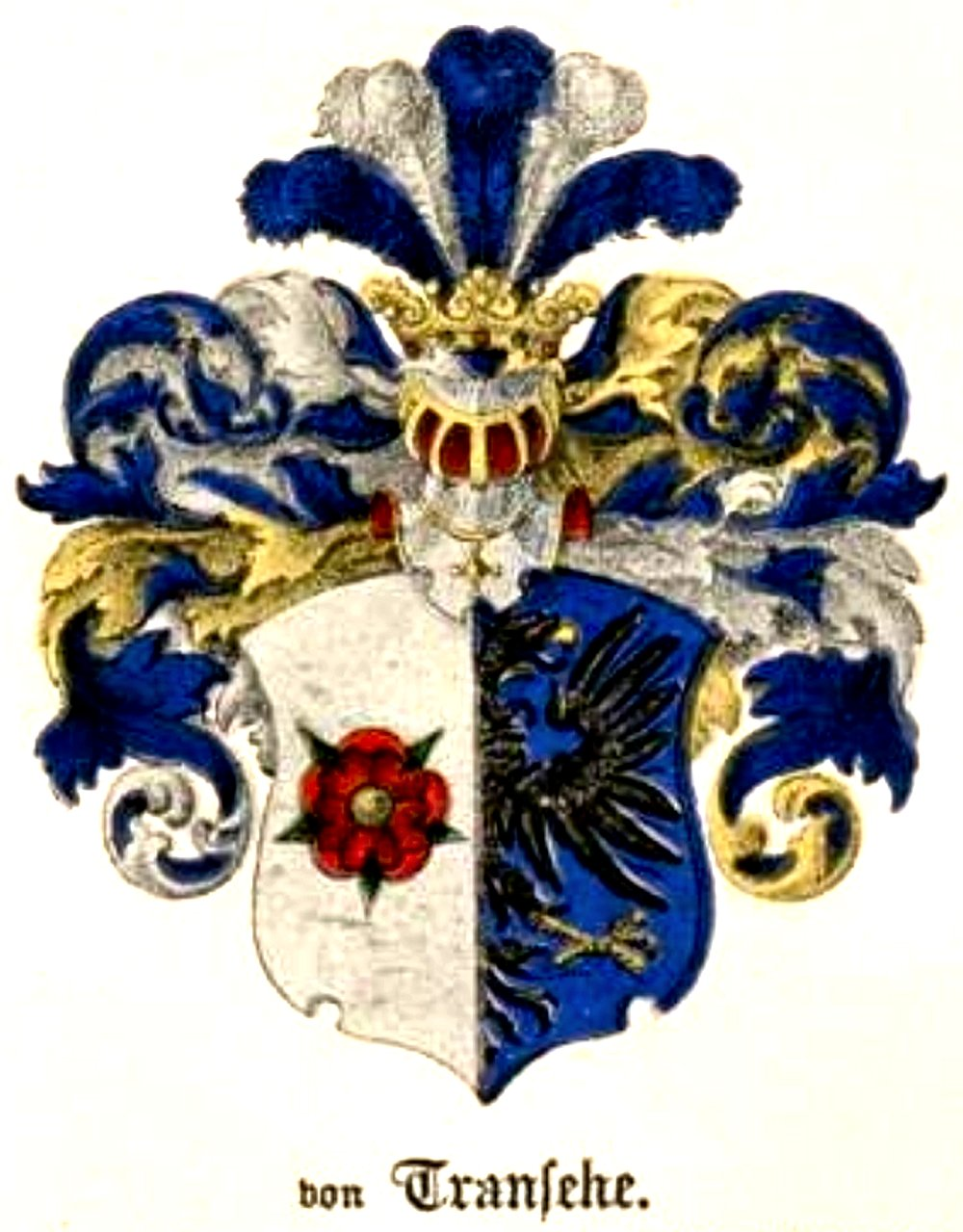
Wappen der Adelsfamilie Transehe

Georg Karl Wilhelm Otto von Transehe-Roseneck (Rufname: Georg; auch George Georgiewitsch Transze; russisch: Георгий Георгиевич фон Транзеге oder Георгий Георгиевич Транзе; * 22. April 1845 auf Gut Roseneck, Livland; † 14. Februar 1908 in Gattschina, Russland) war ein deutsch-baltischer Adliger, russischer Generalleutnant und Kommandant von Gattschina.

## Werdegang

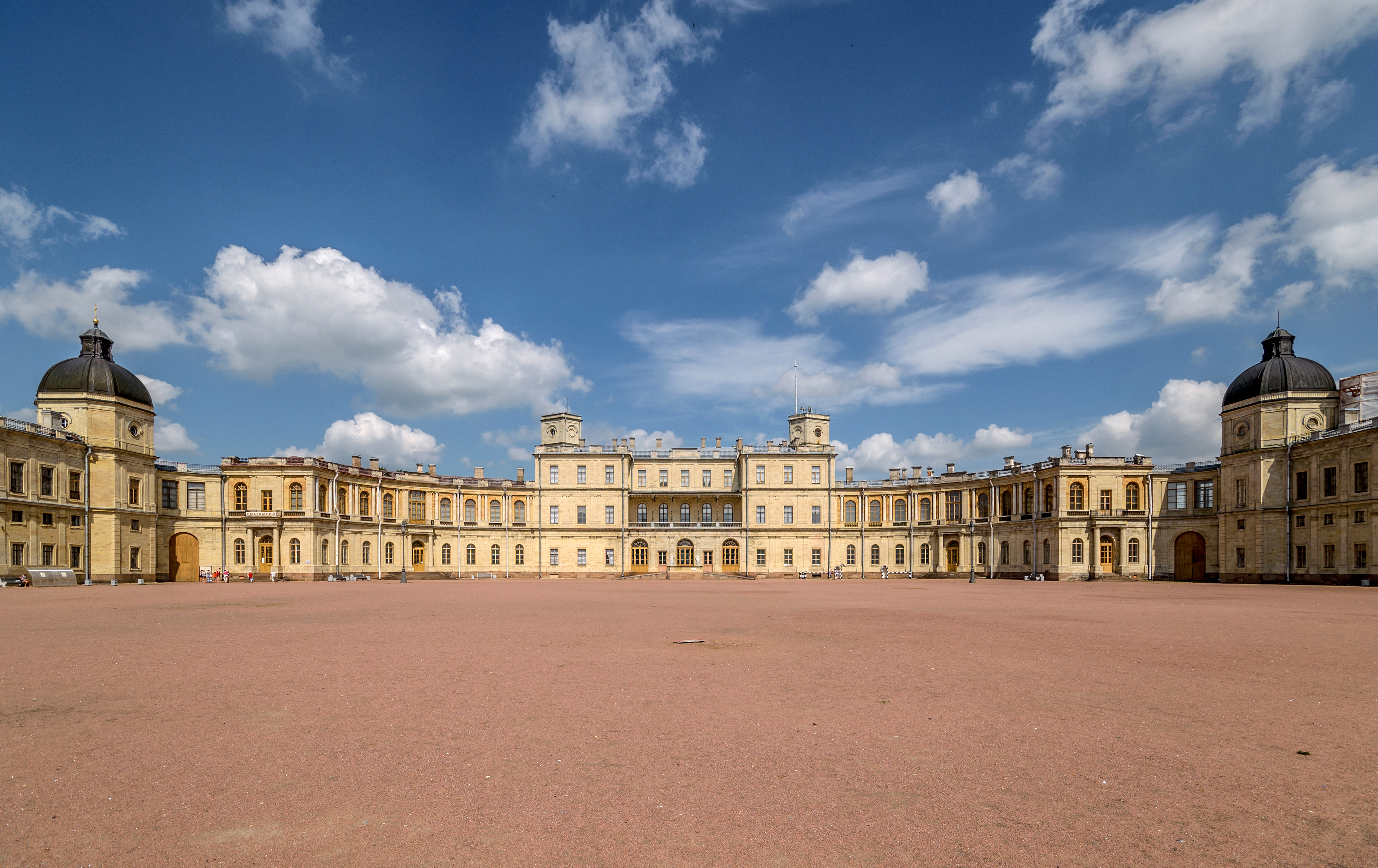
Schloss Gattschina

Georg von Transehe-Roseneck erhielt, bevor er in die Kaiserlich-russische Armee eintrat, eine juristische Ausbildung. Am 13. Oktober 1863 trat er in Warschau seinen Militärdienst im Leibgarde-Bataillon Strelkow an. Noch als Rekrut wurde er im Januar 1864 im Aufstand der Polen, der bis zum Mai 1864 andauerte, eingesetzt. 1865 wurde er zum Unterleutnant und 1866 zum Leutnant befördert. Seinen weiteren Dienst von 1867 bis 1868 versah er als Kompanieoffizier und wurde 1868 zum Kapitän (Hauptmann) ernannt. Er wurde nun in ein Bataillon versetzt und nahm bis 1875 an weiteren Kampfhandlungen teil. Am 29. Oktober 1878 wurde Kapitän Transehe Kommandeur des 14. Turkestan Linieninfanterie-Bataillons ernannt, welches seinen Standort in Margelan hatte. Als Bataillonskommandeur zeichnete er sich durch besondere Tapferkeit aus und wurde 1879 Major, 1881 Oberstleutnant und 1886 zum Oberst befördert. Am 26. Februar 1887 übernahm er das Kommando über das 1. Turkestan-Schützenbataillon in Taschkent, bereits nach 11 Monaten wurde er am 25. Januar 1888 zum Divisionskommandeur der Krim-Division in Simferopol ernannt. Am 13. Dezember 1893 wurde er Kommandeur des Kürassier-Leibgarde Regiments in Gattschina. Als außerordentliche Auszeichnung für seine Dienste um die Garnison Gattschina wurde er 1896 zum Generalmajor befördert. In der Garnisonsstadt wurden zu seiner Zeit ein Lazarett und die Regimentskirche errichtet. Am 7. April 1899 wurde Transehe zum Kommandeur der 1. Brigade der 1. Kavallerie-Leibgarden-Division ernannt und war jetzt in Sankt Petersburg stationiert. Letztlich kehrte er am 17. Februar 1902 nach Gattschina zurück und wurde als Generalleutnant Kommandeur der Garnison.

## Auszeichnungen
- 1868 Orden des Heiligen Wladimir, 4. Klasse mit Schwertern
- 1869 Sankt-Stanislaus-Orden, 2. Klasse mit Schwertern und Kaiserkrone
- 1874 Russischer Orden der Heiligen Anna, 2. Klasse mit Schwertern und 2. Klasse mit Schwertern und Kaiserkrone.
- 1875 Goldenes Schwert für Tapferkeit
- 1894 Ordens des Heiligen Wladimir, 3. Klasse
- 1898 Sankt-Stanislaus-Orden, 1. Klasse
- 1905 Russischer Orden der Heiligen Anna, 1. Klasse

## Herkunft und Familie
Georg stammte aus dem deutsch-baltischen Adelsgeschlecht Transehe-Roseneck (Stammfolge Selsau-Orlaa). Sein Vater war der Kreisdeputierte Georg Paul Wilhelm von Transehe-Roseneck (1809–1887), Herr auf Selsau und Roseneck, der mit Wilhelmine von Löwis of Menar (1780–1849) verheiratet war. Sein Bruder war Astaf von Transehe-Roseneck (1865–1946). Georg war nicht verheiratet.